# Paul Gedon
Paul Johann Gedon (* 1896 in München; † 16. Januar 1945 ebenda) war ein deutscher Architekt und Regierungsbaumeister.

## Leben
Paul Gedon absolvierte ein Architekturstudium und war in München als Architekt tätig. Er war außerdem Regierungsbaumeister. 1925 bis 1928 war Gedon hauptamtlicher Geschäftsführer des Bayerischen Landesvereins für Heimatpflege.

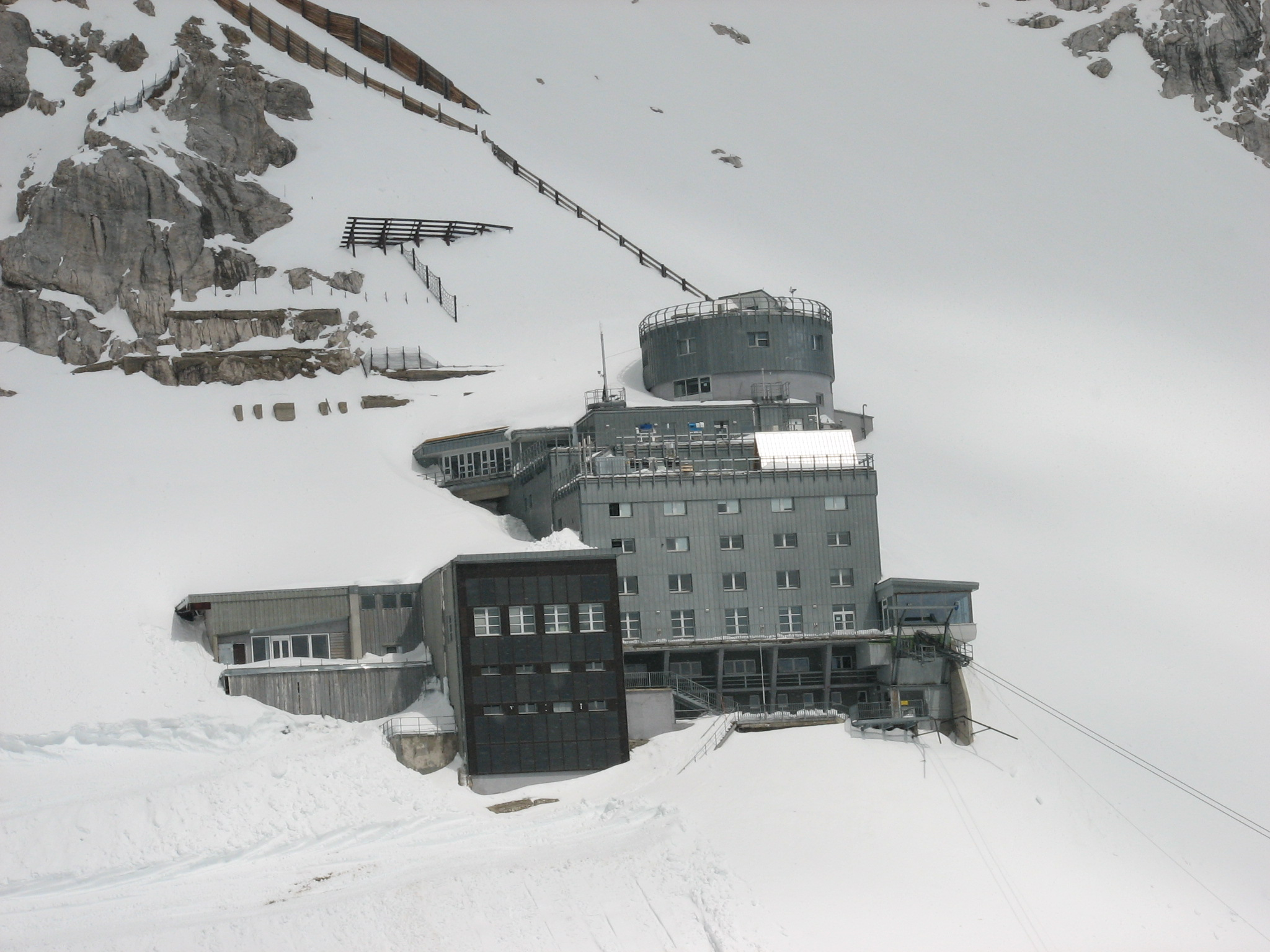
Schneefernerhaus Zugspitze

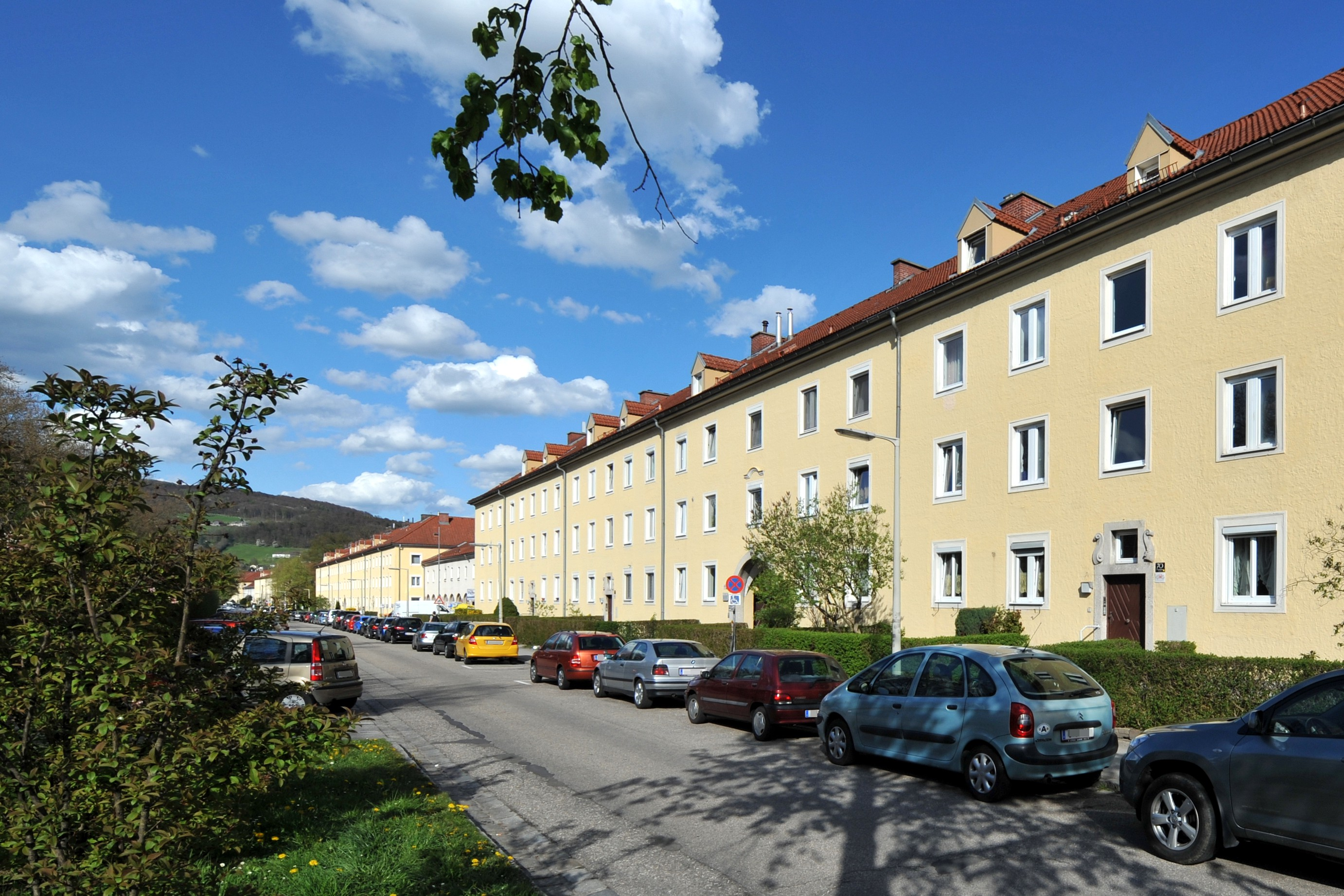
Harbachsiedlung Linz

## Bauten (Auswahl)
- 1928–1930 Hochbauten der Bayerischen Zugspitzbahn
- 1931 Schneefernerhaus, Zugspitze
- 1932 Erweiterung der Klosterkirche St. Josef, Schönbrunn[2]
- 1937 Villa Gustav Scholten, München-Bogenhausen, gemeinsam mit Roderich Fick
- 1940–1942 Harbachsiedlung, Linz, Leonfeldner Straße 94–130, gemeinsam mit Roderich Fick